# Nico Muhly
Nico Muhly (Randolph, Vermont, 26 d'agost de 1981) és un compositor estatunidenc de música clàssica contemporània i arranjador. Ha treballat i gravat amb músics clàssics i de pop rock. Viu al barri Lower East Side de Manhattan, a la ciutat de Nova York. És un membre de la discogràfica i col·lectiu islandès Bedroom Community.